# 14217 Oaxaca
14217 Oaxaca è un asteroide della fascia principale. Scoperto nel 1999, presenta un'orbita caratterizzata da un semiasse maggiore pari a 2,4146132 UA e da un'eccentricità di 0,1874163, inclinata di 3,69447° rispetto all'eclittica.
Dal 23 maggio al 26 luglio 2000, quando 15077 Edyalge ricevette la denominazione ufficiale, è stato l'asteroide denominato con il più alto numero ordinale. Prima della sua denominazione, il primato era di 13390 Bouška.
L'asteroide è dedicato alla città messicana di Oaxaca de Juárez.